# Sebastian von Rostock
Sebastian von Rostock (ur. 24 sierpnia 1607 w Grodkowie, zm. 9 czerwca 1671 we Wrocławiu) – biskup wrocławski.
Jego ojciec – Sebastian – był rzemieślnikiem, matka miała na imię Anna. Gimnazjum parafialne ukończył w Nysie. W latach 1627–1633 w akademii jezuickiej w Ołomuńcu studiował filozofię i teologię. 26 marca 1633 przyjął święcenia kapłańskie. W latach 1633–1635 był wikariuszem w Nysie. W 1635 roku został proboszczem i dziekanem oraz rektorem seminarium duchownego w Nysie. Był kanonikiem kolegiaty św.Krzyża w Opolu, kapituły katedralnej we Wrocławiu oraz kolegiaty św. Jakuba w Nysie. W 1645 cesarz Ferdynand III wyniósł go do godności szlacheckiej. 21 kwietnia 1664 roku kapituła katedralna wybrała go na biskupa wrocławskiego. W tym samym roku został także starostą generalnym Śląska.
Jako biskup m.in.:
- troszczył się o odzyskanie świątyń katolickich z rąk protestantów,
- dążył do naprawy życia i obyczajów kleru,
- przypisując wielką wagę do wychowania przyszłych duchownych, z własnych funduszy utrzymywał 12 alumnów
- w 1688 r. z jego fundacji powstał chór katedralny[1]

Pochowany został w katedrze wrocławskiej.